# Vladimir Voltchkov
Vladimir Nikolayevich Voltchkov (Minsk, 7 de abril de 1978) é um ex-tenista profissional bielorrusso.

## ATP Tour Finais

### Simples (1 vice)
| N. | Data             | Torneio               | Piso | Oponente           | Placar      |
| 1. | Setembro 9, 2002 | Tashkent, Uzbequistão | Duro | Yevgeny Kafelnikov | 6–7(6), 5–7 |

### Duplas (1 título)
| N. | Data               | Torneio       | Piso     | Parceiro       | Oponente                       | Placar        |
| 1. | Fevereiro 10, 2003 | San Jose, EUA | Duro (i) | Lee Hyung-taik | Paul Goldstein Robert Kendrick | 7–5, 4–6, 6–3 |